# Gurbízar
Gurbízar es un despoblado español del municipio de Erro, perteneciente a la Comunidad Foral de Navarra.

## Historia
Hacia mediados del siglo XIX, el lugar, ya por entonces perteneciente a Erro, tenía contabilizada una población de veinte habitantes. Aparece descrito en el noveno volumen del Diccionario geográfico-estadístico-histórico de España y sus posesiones de Ultramar de Pascual Madoz con las siguientes palabras:

GURBIZAR: l. del ayunt. del valle de Erro, en la prov. y c. g. de Navarra, aud. terr. y dióc. de Pamplona (4 1/2 leg.), part. jud. de Aoiz (3 1/2): sit. en una altura, dominada de otras mayores por todos lados; clima frio, reinan generalmente los vientos N. O. y S, y no se conocen apenas enfermedades. Tiene 4 casas, igl. parr. (Sta. Cecilia), servida por un abad, y al O. una fuente de aguas de buena calidad. Confina el térm. N. Olondriz y Erro; E. Urniza; S. Larraingoa y Meascoiz, y O. Idoyeta. El terreno es bastante escabroso y árido, con un monte al O. poblado de robles, bojes y avellanos, y por el S. le atraviesa junto al pueblo un r. que nace debajo del puente de Zubiri en las inmediaciones de Erro. Los caminos son locales, en mal estado: la correspondencia se recibe de Burguete, por un propio, los martes y viernes, y se despacha los lunes y jueves. prod.: trigo, avena y maiz: cria de ganado lanar, vacuno y caballar, caza de lobos, jabalies, corzos, liebres, raposas y otras clases de animales y varios pájaros. pobl.: 4 vec. 20 alm. contr.: con el valle (V.).
(Madoz, 1847, p. 146)